# Ou Xiaobai
Ou Xiaobai (en chino, 欧小白 ) es la programadora china de la aplicación móvil iHomo, que conecta personas homosexuales con alguien del sexo opuesto para concertar un matrimonio heterosexual (en chino, 形婚; pinyin, xínghūn).

## Biografía
Ou vivió en Pekín con su pareja femenina durante una larga temporada, debido a la presión creciente de su familia, se casó con un hombre en 2012. Su marido es también homosexual y tiene una pareja masculina desde hace tiempo. Durante la boda, la novia de Ou actuó como su dama de honor.
Una ventaja en este matrimonio es que la madre de Ou está tranquila porque estará cuidada cuando su madre muera. Además, el esposo de Ou ya no es molestado por sus colegas para que salga con mujeres La pareja visita a sus padres como matrimonio durante los festivales, pero el resto del tiempo ella vive con su novia y él con su novio.

## iHomo
iHomo comenzó como servicio que Ou difundió a través de los medios de comunicación sociales para ayudar a sus amigos homosexuales que experimentan la presión de sus padres y la presión social para concertar matrimonios de conveniencia. Ou ha organizado más de 80 eventos y ha ayudado a hacer 100 matrimonios de conveniencia. En diciembre de 2015, Ou  liberó una versión de beta de iHomo como aplicación móvil, diseñada para permitir que los usuarios gays y lesbianas se encuentren entre sí para dichos matrimonios. Además de emparejar, la aplicación fue diseñada para proporcionar información sobre cafeterías, tiendas y restaurantes LGBT en China, donde el matrimonio entre personas del mismo sexo no está reconocido.

### Críticas
Ou ha señalado que, para algunas personas, un matrimonio de conveniencia puede causar más problemas que solucionarlos, particularmente si los padres de uno de ellos viven en la misma ciudad. Además, las parejas a menudo soportan la presión de los padres para tener niños poco después de su matrimonio. En el momento que el matrimonio tiene un niño, por fecundación in vitro  u otros métodos, la decisión de quién de la pareja cría al niño puede llegar a ser problemática.

## Premios
- 100 Mujeres (BBC) - 2016